# Garypinus afghanicus minor
Garypinus afghanicus minor es una subespecie de arácnido del orden Pseudoscorpionida de la familia Olpiidae.

## Distribución geográfica
Se encuentra en Afganistán.